# Ягидаров, Денис Сергеевич
Денис Сергеевич Ягидаров (17 марта 1984, Марийская Лиса, Кировская область — 23 марта 2022, Харьковская область) — российский офицер Воздушно-десантных войск Российской Федерации, майор, командир парашютно-десантного батальона 31-й отдельной гвардейской десантно-штурмовой бригады. Герой Российской Федерации (2022).

## Биография
С 2010 года проходил службу в 31-й отдельной гвардейской десантно-штурмовой бригаде в городе Ульяновске. Последовательно занимал должности командира взвода, командира роты. В 2014 участвовал в аннексии Крыма Российской Федерацией. В 2015 году его назначили начальником штаба парашютно-десантного батальона, и уже в 2019 году он стал командиром парашютно-десантного батальона 31-й отдельной гвардейской десантно-штурмовой бригады.
С 24 февраля 2022 года принимал участие во вторжении России на Украину. 23 марта 2022 года погиб при выполнении заданий в одном из боёв на Изюмском направлении в Харьковской области.
Проживал в Ульяновске. Похоронен 6 апреля 2022 года в посёлке Тоншаево Нижегородской области.
Секретным Указом Президента Российской Федерации от 18 апреля 2022 года «за героизм и мужество, проявленные при исполнении воинского долга», гвардии майору Ягидарову Денису Сергеевичу было присвоено звание Герой Российской Федерации (посмертно).
Был женат, воспитывал двоих сыновей.

## Память
- В посёлке Тоншаево Нижегородской области его именем названа одна из улиц (2022).
- На здании Санчурской средней школы установлен памятный знак (2022).[5]